# 基尼奥洛迪索拉
基尼奥洛迪索拉（義大利語：Chignolo d'Isola），是意大利贝加莫省的一个市镇。总面积5.29平方公里，人口3159人，人口密度597.2人/平方公里（2009年）。国家统计（ISTAT）代码为016072。